# Edge of Tomorty: Rick Die Rickpeat
"Edge of Tomorty: Rick Die Rickpeat" er den første episode i den fjerde sæson af Adult Swims tegnefilmserie Rick and Morty. Den er skrevet af Mike McMahan og instrueret af Erica Hayes, og afsnittet havde premiere den 10. november 2019.
Titlen refererer til science fiction filmen Edge of Tomorrow (2014), og handlingen i afsnittet er en løs omskirvning af Akira af Katsuhiro Otomo.
Afsnittet blev godt modtaget og set af omkring 2,33 mio. personer første gang det blev sendt.